# Romanos Pontifices
Romanos Pontifices ist der Name einer Apostolischen Konstitution von Papst Leo XIII. Sie wurde am 8. Mai 1881 veröffentlicht, sie definierte und regelte die hierarchischen Beziehungen zwischen Bischöfen in England und Schottland zu den religiösen Organisationen und Institutionen. Unter den gleichen Aspekten wurde sie am 25. September 1885 auf die Vereinigten Staaten, am 14. März 1911 auf Kanada, am 1. Januar 1900 auf Südamerika und am 1. Januar 1910 auf die Philippinen angewandt, ebenso für die Länder, in denen Mission betrieben wurde. Der Veröffentlichung dieser Konstitution war eine langwierige und kontroverse Verhandlungsperiode vorausgegangen, die in wesentlichen Bereichen von Henry Edward Kardinal Manning angeführt wurde.  

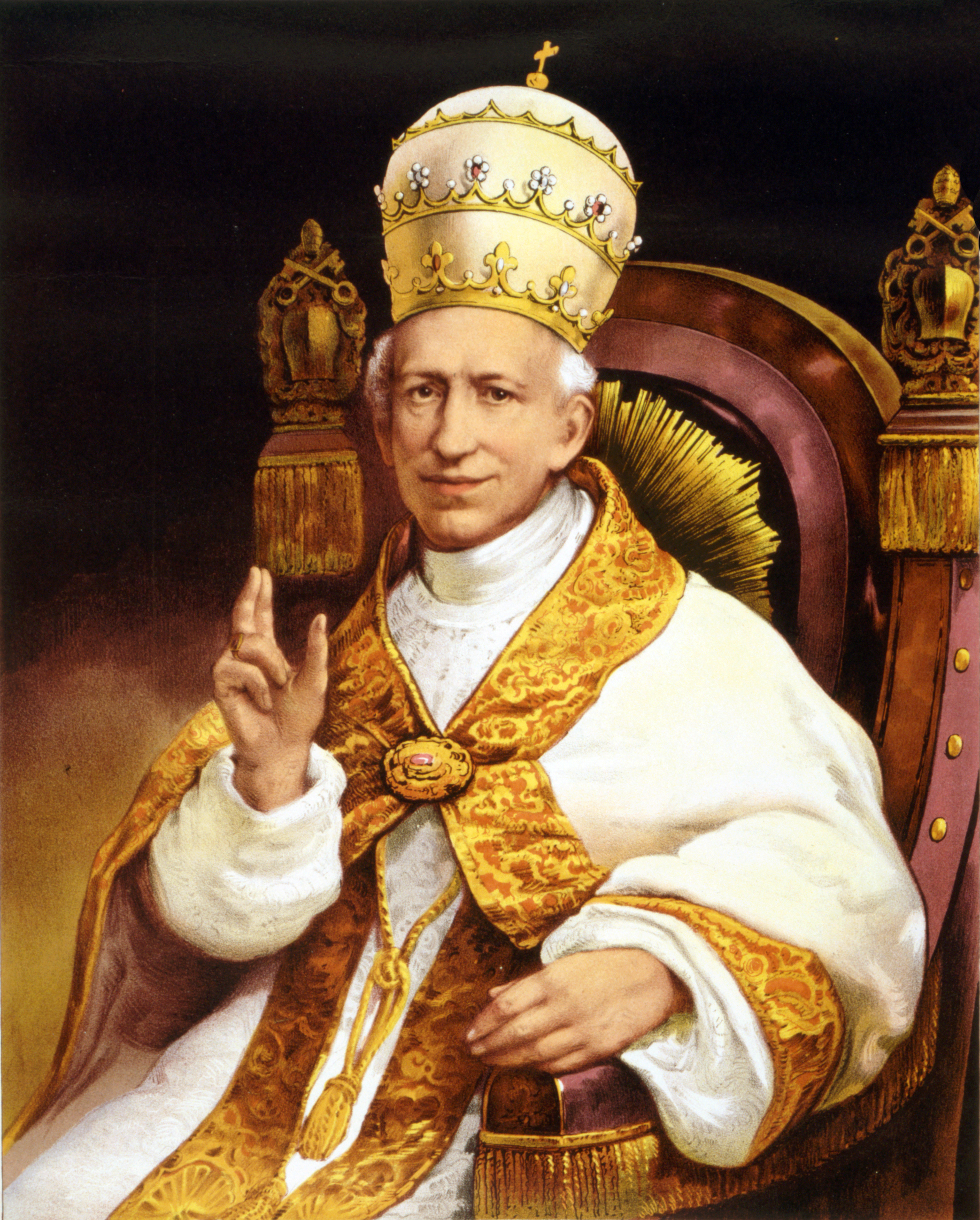
Papst Leo XIII.
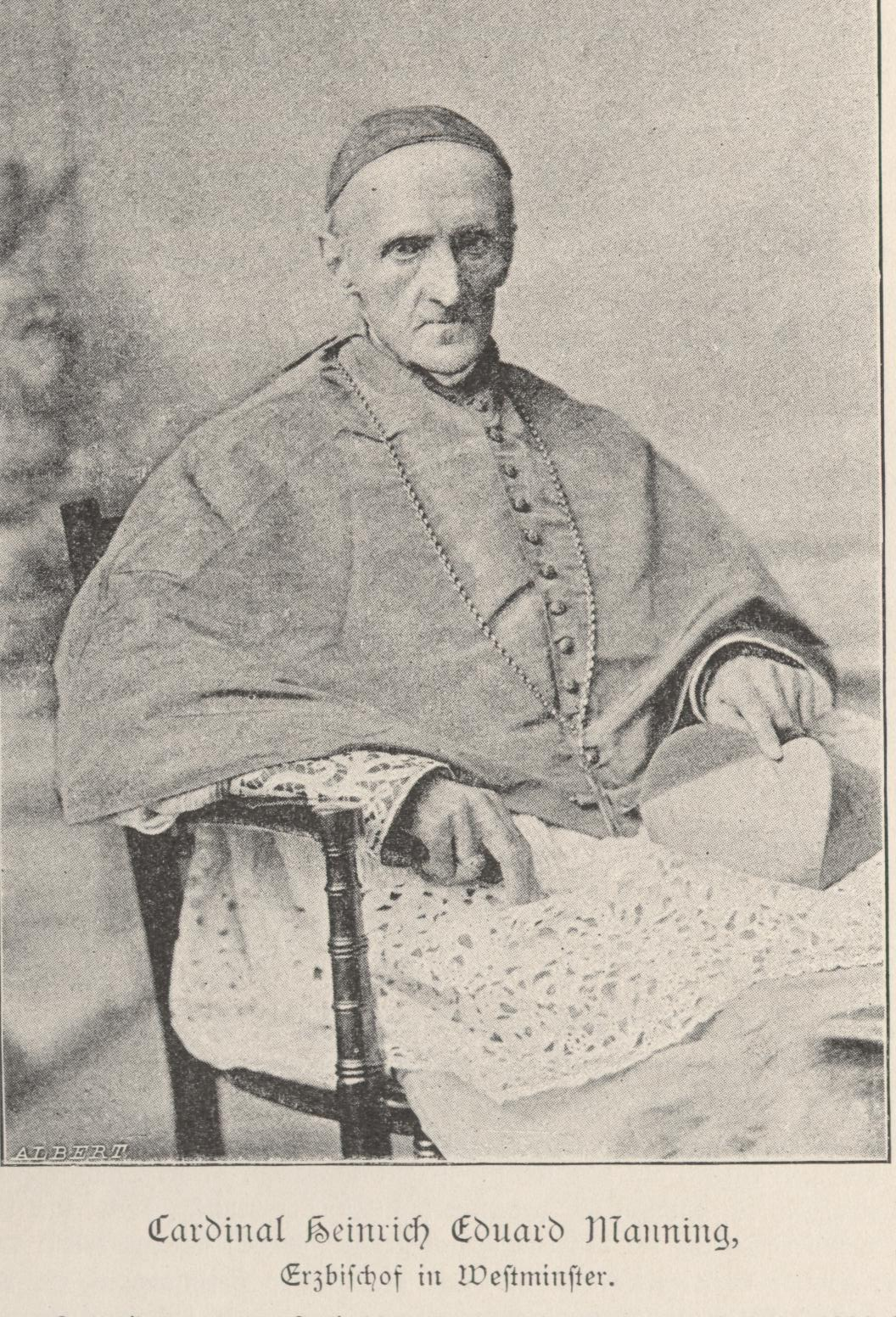
Henry Edward Kardinal Manning

## Geschichte
In der Begrüßungsformel geht Leo XIII. mit den Worten „die herzliche und väterliche Liebe, welche die römischen Päpste („Romanos Pontifices“) dem noblen englischen Volk entgegenbrachten… ein Beweis sei das Apostolische Schreiben Universalis Ecclesiae (20. September 1850) von Pius IX. (1846-1878)“ auf die Situation in England und Schottland ein. Mit seinem Schreiben hatte Papst Pius IX. die Wiederherstellung der katholischen Hierarchie in England eingeleitet. Mit der Konstitution wollte Leo XIII. nun die aufgetretenen Probleme des Übergangs und die entstandenen Diskussionen aufgreifen und zu den verschiedenen Fragen Stellung beziehen. Ihm lag mit dieser Anordnung daran die gerichtlichen und kirchlichen Zuständigkeiten zwischen dem Episkopat und den Ordensgemeinschaften. 
Die strittigsten Punkte war die Kontroverse über die Jurisdiktion der Bischöfe, damit verbunden war das Recht auf Einrichtung von Pfarreien, Missionsstationen, den Einsatz der weltlichen Priester und die Ernennung von Leitern der neu geschaffenen Missionsstandorte. Des Weiteren wurde den örtlichen Bischöfen die Aufsicht über die Gemeindearbeit, den Konferenzen des Klerus, den Diözesansynoden sowie den Kollegs und Schulen übertragen. Die Bischöfe erhielten weiterhin das Recht in ihren Bistümern zu visitieren, Gebühren festzulegen und bestimmte finanzielle Angelegenheiten zu regeln.

## Inhalt
Die Konstitution kann in drei Hauptabschnitte eingeteilt werden, zu denen gehören „die Trennung von religiöser und bischöflicher Gerichtsbarkeit“, „die Beziehungen zwischen den Bischöfen, den religiösen und der Gemeinde betreffenden Aufgaben“ und schließlich „Fragen im Zusammenhang mit zeitlichen Gütern“. Die nachfolgenden Aufgabenverteilungen und die Abgrenzungen der Verantwortlichkeiten machten deutlich, dass das Episkopat und die Ordensoberen dem kanonischem Recht unterlagen. Dem Papst lag aber auch daran, die Ordensgemeinschaften und Klöster, die eine relativ große Eigenständigkeit genossen nun in die Jurisdiktion der Diözesanbischöfe einzubinden. Die Ordensgemeinschaften konnten mit ihrer internen Disziplinargewalt das Klosterleben regulieren, sie mussten aber in Bezug auf das kanonische Recht der bischöflichen Gerichtsbarkeit Folge leisten.  